# CONCERT MOVIE GUYS
『CONCERT MOVIE GUYS』（コンサートムービー・ガイズ）は、CHAGE&ASKA（現：CHAGE and ASKA）のライブ・ビデオ。
1993年3月24日にVHSとLDで、発売された。
発売元はポニーキャニオン。

## 背景
本作は、コンサートツアー『CONCERT TOUR 1992 "BIG TREE"』の全30会場60日間を徹底的に密着し、それを基に劇場用として制作された、当時としては世界初となる本格的なコンサートムービーを収録したもの。
VHSのみ「Making of "GUYS"」を収録している。

## リリース
その後、2009年に販売された『CHAGE and ASKA LIVE DVD BOX 2』に「Making of "GUYS"」も含めて収録されたほか、2012年4月25日にはBlu-rayとして単独で再発売された。

## 収録曲
1. SAY YES (ワンコーラス Short Ver.)
作詞・作曲：飛鳥涼
2. 太陽と埃の中で
作詞・作曲：飛鳥涼
3. Love Affair
作詞・作曲：飛鳥涼
4. DO YA DO
作詞・作曲：飛鳥涼
5. CATCH & RELEASE
作詞・作曲：CHAGE
6. Trip
作詞・作曲：飛鳥涼
7. 終章〜エピローグ〜
〜追想の主題
作詞：CHAGE・田北憲次　作曲：CHAGE
8. はじまりはいつも雨
作詞・作曲：飛鳥涼
9. LOVE SONG
作詞・作曲：飛鳥涼
10. モーニングムーン
作詞・作曲：飛鳥涼
11. モナリザの背中よりも
作詞・作曲：飛鳥涼
12. Energy
作詞・作曲：飛鳥涼
13. SAY YES
作詞・作曲：飛鳥涼
14. 僕はこの瞳で嘘をつく
作詞・作曲：飛鳥涼
15. Mr. ASIA
作詞・作曲：飛鳥涼
16. ロマンシング ヤード
作詞：秋谷銀四郎　作曲：CHAGE
17. WALK
作詞・作曲：飛鳥涼
18. BIG TREE
作詞・作曲：飛鳥涼
19. Making of "GUYS"
  1. 誰かさん 〜CLOSE YOUR EYES〜
作詞・作曲：CHAGE
  2. けれど空は青 -close friend-
作詞・作曲：飛鳥涼

## コンサート・ツアー
『CONCERT TOUR '91~'92 "SAY YES"』『CONCERT TOUR 1992 BIG TREE』は、CHAGE and ASKAによるコンサート・ツアー。SAY YESツアーはホール会場を中心に、91年9月28日から92年5月15日にかけて、BIG TREEツアーはアリーナ会場を中心に、92年3月13日から5月12日にかけて行われたコンサート・ツアー。

### CONCERT TOUR '91~'92 "SAY YES"
1. 〜Opening Movie〜
リハーサルシーン。2人やスタッフたちが「SAY YES」の一節を口ずさんで、ライブにつながる。
2. 太陽と埃の中で
3. BAD NEWS, GOOD NEWS
4. LOVE SONG
5. DO YA DO
6. CATCH & RELEASE
7. Trip
8. 迷宮のReplicant
9. 追想
10. MOON LIGHT BLUES
11. 終章（エピローグ）〜追想の主題
12. はじまりはいつも雨
13. 夜のうちに
14. CAT WALK
15. tomorrow
16. メドレー
熱風〜Break an egg〜あきらめのBlue Day〜ゼロの向こうのGOOD LUCK〜モーニング ムーン〜Love Affair〜ふたりの愛ランド
17. モナリザの背中よりも
18. Energy
19. 僕はこの瞳で嘘をつく
20. ロマンシング ヤード
21. WALK
22. SAY YES
23. BIG TREE
24. 〜Ending Movie〜

### CONCERT TOUR 1992 "BIG TREE"
1. 〜Opening Movie〜
2. SAY YES
サビの一節を歌う。
3. 太陽と埃の中で
4. Love Affair
5. DO YA DO
6. CATCH&RELEASE
7. Trip
8. 迷宮のReplicant
9. 終章（エピローグ）〜追想の主題
10. けれど空は青
11. 遠い街から
12. 誰かさん 〜CLOSE YOUR EYES〜
13. はじまりはいつも雨
14. ひとり咲き
15. LOVE SONG
16. モーニング ムーン
17. モナリザの背中よりも
18. Energy
19. SAY YES
20. 僕はこの瞳で嘘をつく
21. Mr. ASIA
22. ロマンシング ヤード
23. WALK
24. BIG TREE
曲の前に、ASKAが散文詩を朗読する。
25. 〜Ending Movie〜